# 瀨能氏管竺鯛
瀨能氏管竺鯛（學名：Siphamia senoui），又稱瀨能氏管天竺鯛，為輻鰭魚綱鈎頭魚目天竺鯛科管竺鯛屬下的一個種，分布於西北太平洋日本海域，深度10至35公尺，本魚體橢圓，體稍側扁，頭大、眼大、口大且斜裂，頜齒細小，鋤骨和腭骨通常具齒，舌上無齒，體被弱櫛鱗，前鰓蓋骨具鋸齒，舌頭兩側具發光器官，背鰭2個，尾鰭叉形比例稍小，虹膜紅色，體半透明帶淡褐色，腹部銀白色，邊緣黑色，體側散佈橘色細點，體長可達1.9公分，棲息在底中層水域，屬肉食性，繁殖期時，雄魚具有口孵習性，卵約7日化成仔魚，由雄魚吐出，具短暫的仔魚飄浮期，生活習性不明。